# Флаг сельского поселения Ульт-Ягун
Флаг сельского поселения Ульт-Ягун Сургутского района Ханты-Мансийского автономного округа — Югры Тюменской области Российской Федерации.
Флаг утверждён 12 января 2010 года и внесён в Государственный геральдический регистр Российской Федерации с присвоением регистрационного номера 5853.
Флаг является официальным символом сельского поселения Ульт-Ягун и отражает исторические, культурные, социально-экономические, национальные и иные местные традиции.

## Описание флага
«Прямоугольное полотнище с отношением ширины к длине 2:3, состоящее из шести горизонтальных полос: голубой, жёлтой, голубой, жёлтой, зелёной, жёлтой в соотношении 14:1:1:2:1:1. На голубой полосе полотнища расположен знак, символически изображающий традиционное жилище на фоне восходящего солнца. Знак воспроизведён в жёлтом, чёрном и белом цвете».

## Символика флага
Флаг разработан на основе герба сельского поселения Ульт-Ягун.
Стилизованное изображение чума на фоне восходящего солнца говорит о том, что до образования поселения в августе 1975 года вблизи его жили в чумах коренные жители — ханты. И в настоящее время с коренным населением в мире и согласии живут люди разных национальностей. Чум народа ханты и восходящее солнце говорит о единении народов, о неисчерпаемых и ещё неиспользованных кладовых нашего края.
Чёрный цвет символизирует богатство недр края — здесь расположен ряд нефтяных месторождений: Фёдоровское, Родниковое, Савуйское, Кечемовское, Русскинское, Нивагальское, Равенское, Восточно-Придорожное. Далеко за пределами муниципального образования известно своими запасами лечебной грязи озеро Вач-Лор.
Жёлтые (золотые) полосы аллегорически показывают важную роль железной дороги в жизни местного населения — Ульт-Ягун является узловой станцией и на железной дороге работает большая часть местных жителей.
Жёлтый цвет (золото) — символ богатства, стабильности, уважения.
Белый цвет (серебро) — символ чистоты, совершенства, мира и взаимопонимания; цвет бескрайних северных просторов.
Зелёный цвет — символ природы, здоровья, молодости, жизненного роста.
Голубой цвет — символ чести, благородства, духовности, возвышенных устремлений.